# Abel Kiprop Mutai
Abel Kiprop Mutai, född 2 oktober 1988 i Nandi, är en kenyansk friidrottare.
Mutai blev olympisk bronsmedaljör på 3 000 meter hinder vid sommarspelen 2012 i London.